# Zabranjena ljubav
Zabranjena ljubav (auf Deutsch: Verbotene Liebe, abgekürzt ZLJ) ist eine kroatische Seifenoper, die werktäglich von RTL Televizija ausgestrahlt und von der Fremantle Media produziert wurde. Die Handlung der Serie spielt vorwiegend in und um Zagreb.

## Ausstrahlung
Die Ausstrahlung der Soap begann im Oktober 2004. Produziert wurden 4 Staffeln mit insgesamt 805 Folgen mit jeweils drei Sommerpausen. Die Sendung wurde eingestellt, da die Dreharbeiten zu teuer wurden und die Einschaltquoten stetig sanken. Es besteht zwar eine minimale Möglichkeit, dass die Seifenoper wieder neu produziert wird, offiziell bestätigt wurde dies aber nicht.

## Handlung
Zabranjena ljubav handelt von jungen und alten Menschen, die mit den Problemen des Alltags zu kämpfen haben. Sie beinhaltet die typischen Themen einer Seifenoper wie Homosexualität, Verbrechen oder tödliche Krankheiten. Die Sendung ist ein Remake der australischen Seifenoper Sons and Daughters und kopiert sogar die anfängliche Geschichte und Figurenkonstellationen. Zu Beginn ähnelte die Serie eher einer Telenovela, da sie stark auf die Geschichte des Paares Petra Novak und Danijel Lončar konzentriert war.

### Anfang der Serie
Petra Novak, Tochter des einflussreichen Ehepaares Stjepan und Viktorija Novak, kommt aus London zurück, nachdem sie ihr Fotografiestudium abgeschlossen hat. Am Bahnhof begegnet sie Danijel Lončar, der aus Italien zurückgekehrt ist, nachdem er dort seinen Job verloren hat. Doch ihre Wege trennen sich schnell, denn beide feiern, wie es der Zufall will, am selben Tag ihren 22. Geburtstag. Wie sich später herausstellt, sind Petra und Danijel Geschwister, die wenige Monate nach der Geburt auseinandergerissen wurden, da sich ihre Eltern getrennt haben. Während Petra bei ihrer Mutter Viktorija aufwuchs, die den reichen Witwer Stjepan heiratete, wuchs Danijel bei seinem Vater Josip auf, der später die Krankenschwester Biserka Fijan heiratete und mit ihr zwei weitere Kinder namens Matija und Iva bekam. Danijel, der sich als Gärtner auf dem Anwesen der Novaks bewirbt, wird von Viktorija dazu bezahlt, um aus deren Leben zu verschwinden. Erst als Petra dringend eine Knochenmarksspende braucht, sagt Viktorija Ihrem Sohn wer er wirklich ist, sodass Danijel seiner Schwester das Leben retten kann. Da sie nun wissen, dass sie Geschwister sind, dürfen sich Petra und Danijel nicht lieben.

### Weitere Entwicklung
Petra und Danijel stürzen sich in jeweils eigene Beziehung mit Maja Vuković und Leon Bauer, dem Sohn der Modedesignerin Lidija Bauer. Die Geschichte um die beiden verliert im Laufe der Serie jedoch immer mehr an Bedeutung. Im Mittelpunkt rückt die neu entfachte Affäre von Viktorija und Josip, die jedoch endet, nachdem Viktorija von einer ehemaligen Freundin ermordet wird. Trotzdem bedeutet dies das Ende von Josips Ehe mit Biserka. Weiters wichtig werden auch die illegalen Machenschaften von Stjepans zurückgekehrter totgeglaubter Ehefrau Karolina, deren gemeinsam Sohn Borna und auch Biserkas skrupellosen Bruder Zlatko Fijan, die sich an die Spitze arbeiten wollen. Auch klassische Elemente einer Seifenoper, wie das outen Leons als homosexuell, sowie dessen späterer Serientod durch einen Autounfall oder zeitlich begrenzte Handlungsstränge durch Liebesbeziehungen werden vermehrt eingebaut.
Nach ihren gescheiterten Beziehungen stürzt sich Petra in eine Ehe mit Igor Carević, während Danijel sich mit gelegentlichen Affären abgibt. Nachdem auch diese scheitern kommen sie sich zufällig bei einem Ausflug der Familie Novak nach Split wieder näher und schlafen sogar miteinander. Als Stjepan davon erfährt und es zu einem Streit zwischen ihm und Danijel kommt, stürzt dieser ins Meer und ertrinkt. Petra kann dies nur schwer verarbeiten, zudem kommt auch, dass sie von ihrem Bruder schwanger ist. Sie versucht, einen Selbstmord zu begehen, und erleidet eine Fehlgeburt infolge eines Autounfalls. Danach beschließt sie Zagreb zu verlassen, um ein neues Leben zu beginnen. Kurz darauf verlässt auch Stjepan, der Karolinas intrigantes ich durchschaut hat, mit seiner neuen Liebe Lidija Kroatien, und die beiden ziehen nach Paris.
Mit dem Einstieg des Geschäftsmannes Jure Šarić kommt ein neuer Intrigant in die Serie, der eine Beziehung mit Karolina eingeht, welches sie zu ihrem Zwecke ausnutzt. Es wird auch die dunkle Vergangenheit Kroatiens aufgearbeitet, welches sich an den Schicksalen weiterer neuer Figuren zeigt. So haben die Geschwister Nikola, Antun und Marijana Benčić durch den Krieg ihre Eltern verloren. Und die Kaffeehausbesitzerin Nada Barić findet ihren totgeglaubten Sohn Luka Lausić sowie ihren vermissten Freund Marinko Ruzić wieder. Marinko hatte einst Luka vor einem Kloster ausgesetzt (er ist inzwischen katholischer Pfarrer) und flüchtete nach Kanada, wo er wiederum ein neuese Leben beginnt. Er verbrachte auch einige Zeit im Kanadischen Gefängnis.
Zlatko beginnt nach seiner Scheidung von Gabrijela eine Beziehung mit Lidija Bauers Tochter Tina Bauer, die er schließlich sogar heiratet. Als er erfährt, dass sie nicht von ihm, sondern von einem One Night Stand mit Nikola Bencic schwanger ist, kommt es in der Hochzeitsnacht zu einem Streit, bei welchem Tina stürzt und ins Koma fällt. Nach einem Mordversuch an Antun, versucht Zlatko die wieder erwachte Tina umzubringen. Ana Fijan findet ihren Vater in diesem Moment auf und verhindert, dass Tina was passiertm, indem sie Zlatko das Messer, mit welchem er eigentlich Tina töten wollte in den Bauch sticht. Zlatko verblutet und stirbt infolge der Verletzung. Die von diesen Ereignissen mitgenomme Ana beginnt eine Beziehung mit ihrem Ex-Freund Nikola Benčić, welchen sie aber ein weiteres Mal betrügt, und somit zeigt, dass sie nicht treu bleiben kann. Zusammen mit ihrer Mutter flüchtet sie nach Argentinien, da Gabrijela eigentlich des Mordes an Zlatko verdächtigt wird.

## Besetzung

### Hauptdarsteller
Sortiert nach der Reihenfolge des Einstiegs.
| Schauspieler          | Rolle                              | Jahre                         |
| --------------------- | ---------------------------------- | ----------------------------- |
| Zoran Pribičević      | Danijel Lončar †                   | 2004–2006                     |
| Anita Berisha         | Petra Lončar, anerk., adopt. Novak | 2004–2006 2006–2008           |
| Mario Valentić        | Borna Novak                        | 2004–2008                     |
| Mario Mohenski        | Leon Bauer #1                      | 2004                          |
| Dejan Marcikić        | Igor Carević                       | 2004–2008                     |
| Filip Riđički         | Matija Lončar                      | 2004–2006                     |
| Vanja Matujec         | Biserka Lončar, geb. Fijan         | 2004–2007                     |
| Marija Kobić          | Iva Lončar                         | 2004–2007                     |
| Sanja Vejnović        | Viktorija Novak †                  | 2004–2005                     |
| Petra Kurtela         | Lana Kos                           | 2004–2006                     |
| Dražen Mikulić        | Josip Lončar                       | 2004–2005 2006 (Gastauftritt) |
| Katja Zubčić          | Lidija Bauer                       | 2004–2006 2007 (Gastauftritt) |
| Velimir Čokljat       | Stjepan Novak                      | 2004–2006                     |
| Antonija Šola         | Tina Bauer                         | 2004–2008                     |
| Mirna Medaković       | Maja Vuković                       | 2004–2005                     |
| Marina Kostelac       | Vesna Kos                          | 2004–2005                     |
| Ivan Martinec         | Ljubomir „Ljubo“ Carević           | 2004–2006                     |
| Nada Rocco            | Nada Barić                         | 2004–2008                     |
| Marin Knežević        | Leon Bauer #2 †                    | 2004–2005                     |
| Vesna Tominac Matačić | Karolina Novak (†)                 | 2005–2008                     |
| Mirsad Tuka           | Zlatko Fijan †                     | 2005–2007                     |
| Jelena Perčin         | Ana Fijan                          | 2005–2007                     |
| Mario Mlinarić        | Jakov Barišić                      | 2005–2006 2007–2008           |
| Marko Čabov           | Nikola Benčić                      | 2006–2007                     |
| Jozo Šuker            | Antun „Tuna“ Benčić                | 2006–2008                     |
| Vladimir Tintor       | Franjo Barišić                     | 2006–2008                     |
| Maja Petrin †         | Dunja Barišić                      | 2006–2008                     |
| Robert Plemić         | Luka Laušić                        | 2006–2008                     |
| Zoran Gogić           | Jure Šarić (†)                     | 2006–2008                     |
| Anđela Ramljak        | Marijana Benčić                    | 2006–2008                     |
| Frano Lasić           | Marinko Ružić                      | 2006–2008                     |
| Danira Gović          | Anđelina Kovač                     | 2007–2008                     |
| Lorena Nosić          | Mirna Šarić                        | 2007–2008                     |

### Nebendarsteller
| Darsteller         | Rollenname               | Jahr(e)   |
| ------------------ | ------------------------ | --------- |
| Matija Prskalo     | Stela Vidak              | 2004      |
| Zijad Gračić       | Tomislav Kos †           | 2004      |
| Vjekoslav Janković | Sebastijan Vidušić       | 2004–2005 |
| Žarko Savić        | Maksimilijan "Max" Barić | 2005      |
| Monika Nuši        | Dora Lončar              | 2005–2007 |
| Vanda Božić        | Andrea Kirin             | 2006      |
| Mayala Bracha      | Amani Lončar             | 2006      |
| Barbara Vicković   | Gabrijela Fijan          | 2006–2007 |
| Luka Peroš         | Adrijan Tomas            | 2006      |
| Vlasta Ramljak     | Marija                   | 2006      |
| Nela Kočiš         | Jennifer Vidak           | 2006      |
| Goran Vrbanić      | Tom Ružić #1             | 2007      |
| Mario Lukajić      | Tom Ružić #2 †           | 2007–2008 |
| Ozren Domiter      | Ivica Šarić              | 2008      |
| Sandra Bagarić     | Eleonora Šarić           | 2008      |

## Zeitleiste der Charaktere
| 2000er          |                |                 |                |   |
| 4               | 5              | 6               | 7              | 8 |
| Viktorija Novak |                |                 |                |   |
| Leon Bauer      |                |                 |                |   |
| Maja Vuković    |                |                 |                |   |
| Vesna Kos       |                |                 |                |   |
| Josip Lončar    |                |                 |                |   |
| Ljubo Carević   |                |                 |                |   |
| Matija Lončar   |                |                 |                |   |
| Danijel Lončar  |                |                 |                |   |
| Lana Kos        |                |                 |                |   |
| Stjepan Novak   |                |                 |                |   |
| Lidija Bauer    |                |                 |                |   |
|                 | Jakov Barišić  |                 |                |   |
| Iva Lončar      |                |                 |                |   |
| Biserka Lončar  |                |                 |                |   |
|                 | Zlatko Fijan   |                 |                |   |
|                 | Ana Fijan      |                 |                |   |
|                 |                | Nikola Benčić   |                |   |
| Petra Lončar    |                |                 |                |   |
| Borna Novak     |                |                 |                |   |
| Igor Carević    |                |                 |                |   |
| Tina Bauer      |                |                 |                |   |
| Nada Barić      |                |                 |                |   |
|                 | Karolina Novak |                 |                |   |
|                 |                | Jure Šarić      |                |   |
|                 |                | Dunja Barišić   |                |   |
|                 |                | Franjo Barišić  |                |   |
|                 |                | Luka Laušić     |                |   |
|                 |                | Marijana Benčić |                |   |
|                 |                | Marinko Ružić   |                |   |
|                 |                | Antun Benčić    |                |   |
|                 |                |                 | Angelina Kovač |   |
|                 |                |                 | Mirna Šarić    |   |
| 4               | 5              | 6               | 7              | 8 |
| 2000er          |                |                 |                |   |